# ستافروس نياركوس
ستافروس نياركوس (باليونانية: Σταύρος Σπύρος Νιάρχος)‏ رجل أعمال يوناني (3 يوليو 1909 - 16 إبريل 1996) كان يعد من أغنى رجال اليونان وقطب من أقطاب الشحن في البحر الأبيض المتوسط. كان لديه ناقلات بترول ضخمة أسست له أسطوله العملاق، ساعدته أزمة السويس وما تبعها من زيادة الطلب على النفط على أن يصبح هو ومنافسه أرسطو أوناسيس عمالقة في شحن النفط العالمي.
اشتهر ستافروس نياركوس أيضًا بتربية الخيول الأصيلة؛ فقد كان مولعًا بالخيول العربية والفرنسية الأصيلة.

## حياته
ولد ستافروس في أثينا لعائلة ثرية، والده كان سبيروس نياركوس ووالدته أوجينني كومانتاروس، وهي من عائلة أرستقراطية. جده الأعظم كان فيليبوس نياركوس، وهو وكيل شحن يوناني في فاليتا، وقد تزوج من ابنة من عائلة نبيلة في مالطا، وانتقل أحفاده فيما بعد إلى اليونان ليؤسسوا أنفسهم في عالم التجارة. 
درس ستافروس في أفضل مدرسة خاصة في المدينة قبل دخوله الجامعة، درس القانون في جامعة أثينا، وبعد ذلك ذهب للعمل مع أخواله من عائلة كومانتاروس في أعمال الحبوب. وخلال هذه الفترة، تمكن من إقناع أخواله بأن شركتهم ستكون أكثر ربحية إذا كانت تملك سفن خاصة بها.

## مسيرته العملية

### النقل البحري
كان نياركوس ضابطًا بحريًا في الحرب العالمية الثانية، وخلال ذلك الوقت تم تدمير جزء من الأسطول التجاري الذي طوره مع خاله. أنفق حوالي مليوني دولار لتأمين بناء أسطول جديد. أشهر أصوله كان يخت أتلانتس، المعروف حالياً باسم Issham Al Baher، بعد أن كان موهوباً للملك فهد، ملك السعودية في ذلك الوقت.
ثم أسس شركة نياركوس المحدودة، وهي شركة شحن دولية، قامت في وقت من الأوقات بتشغيل أكثر من 80 ناقلة في جميع أنحاء العالم. كان نياركوس وأرسطو أوناسيس من أكبر المنافسين في مجال الشحن. في عام 1952 تم بناء ناقلات النفط العملاقة ذات السعة العالية لصالح أساطيل نياركوس وأوناسيس المتنافستين، اللذين كانا يدعيا في ذلك الوقت امتلاك أكبر ناقلة نفط في العالم. في عام 1955، أطلقت شركة فيكرز آرمسترونغز لبناء السفن سفينة 30.708 GRT SS Spyros Niarchos، التي أصبحت أكبر ناقلة نفط عملاقة في العالم، وتم تسميتها باسم سبيروس، ابن نياركوس الثاني.
في عام 1956، زادت أزمة قناة السويس بشكل كبير من الطلب على نوع السفن الكبيرة التي كان يمتلكها نياركوس، مما ساعده على ازدهار أعماله حتى أصبح ملياردير. 

### سباق الخيل
بدأ نياركوس الاستثمار في سباقات الخيول الأصيلة في أوائل الخمسينات من القرن الماضي، وفاز بسباقه الأول في Middle Park Stakes. بعد تركه العمل لمدة عقدين تقريباً، عاد في السبعينيات، وفي النهاية نجح في تأسيس مستقر ناجح للغاية لخيول السباق التي تنافست في فرنسا والمملكة المتحدة. افتتح مزرعة Haras de Fresnay-leBuffard لتربية الخيول في Neuvy-au-Houlme بفرنسا و Oak Tree Farm في ليكسينغتون بولاية كنتاكي حيث قام في هذه المزرعة بتربية حصانه الأكثر نجاحًا، Miesque. كان نياركوس المالك الأفضل في فرنسا مرتين أعوام (1983، 1984) وتصدر قائمة المربين هناك ثلاث مرات أعوام (1989، 1993، 1994). تم تدريب جميع خيوله الفائزة من قبل فرانسوا بوتين، الذي كانت مهارته عنصرًا أساسيًا في نجاح نياركوس في هذا المجال.

## وفاته
توفي نياركوس في زيوريخ عام 1996. ودفن في قبر الأسرة في لوزان. قدرت ثروته بحوالي 22 مليار دولار عند وفاته. عندما مات نياركوس، تبرع بنصف ثروته إلى صندوق خيري يتم تأسيسه باسمه والنصف الآخر لأبنائه الثلاثة وابنته ماريا، وابن أخيه. استبعد ابنته إيلينا فورد من الميراث، ابنته من قبل زوجته السابقة شارلوت. بعدها قامت برفع دعوى قضائية في كل من المحاكم السويسرية واليونانية مقابل حصة قيمتها 1/10، والتي تقدر قيمتها بـ 700 مليون جنيه إسترليني.
بعد وفاته في عام 1996، تولت ابنته ماريا نياركوس جوازي مسؤولية عمليات السباقات. كانت ناجحة مثله أيضاً، حيث فاز الجواد «باجو» بسباق فرنسا الأكثر أهمية في عام 2004، كما استطاعت المهرة Divine الفوز بتسع سباقات من أصل 10 في جائزة بريكس دي ديان، استمرت ماريا في المجال حتى إصابتها بإصابة خطيرة في الأوتار. 

## روابط خارجية
- ستافروس نياركوس على موقع الموسوعة البريطانية (الإنجليزية)
- ستافروس نياركوس على موقع مونزينجر (الألمانية)
- ستافروس نياركوس على موقع إن إن دي بي (الإنجليزية)